# Championnats du monde juniors de patinage artistique 1986
Navigation
Édition précédente Édition suivante
Les Championnats du monde juniors de patinage artistique 1986 ont lieu du 9 au 14 décembre 1985 au Zetra Olympic Hall de Sarajevo en Yougoslavie. 

## Qualifications
Les patineurs sont éligibles à l'épreuve s'ils représentent une nation membre de l'Union internationale de patinage (International Skating Union en anglais) et s'ils ont moins de 19 ans avant le 1er juillet 1985, sauf pour les messieurs qui participent au patinage en couple et à la danse sur glace où l'âge maximum est de 21 ans. Les fédérations nationales sélectionnent leurs patineurs en fonction de leurs propres critères.
Sur la base des résultats des championnats du monde juniors 1985, l'Union internationale de patinage autorise chaque pays à avoir de une à trois inscriptions par discipline. 

## Podiums
| Épreuves                            | Or                                  | Argent                               | Bronze                               |
| ----------------------------------- | ----------------------------------- | ------------------------------------ | ------------------------------------ |
| Messieurs résultats détaillés       | Vladimir Petrenko                   | Rudy Galindo                         | Yuriy Tsymbalyuk                     |
| Dames résultats détaillés           | Natalia Gorbenko                    | Susanne Becher                       | Linda Florkevich                     |
| Couples résultats détaillés         | Elena Leonova / Guennadi Krasnitski | Irina Mironenko / Dmitri Shkidchenko | Ekaterina Murugova / Artem Torgashev |
| Danse sur glace résultats détaillés | Elena Krykanova / Ievgueni Platov   | Svetlana Serkeli / Andrei Zharkov    | Corinne Paliard / Didier Courtois    |

## Tableau des médailles
| Rang  | Nation               | Or | Argent | Bronze | Total |
| ----- | -------------------- | -- | ------ | ------ | ----- |
| 1     | Union soviétique     | 4  | 2      | 2      | 8     |
| 2     | Allemagne de l'Ouest | 0  | 1      | 0      | 1     |
| 2     | États-Unis           | 0  | 1      | 0      | 1     |
| 4     | Canada               | 0  | 0      | 1      | 1     |
| 4     | France               | 0  | 0      | 1      | 1     |
| Total | Total                | 4  | 4      | 4      | 12    |

## Détails des compétitions
Pour la saison 1985/1986, les calculs des points se font selon la méthode suivante :
- chez les Messieurs et les Dames (0.6 point par place pour les figures imposées, 0.4 point par place pour le programme court, 1 point par place pour le programme libre)
- chez les couples artistiques (0.4 point par place pour le programme court, 1 point par place pour le programme libre)
- en danse sur glace (0.6 point par place pour les trois danses imposées, 0.4 point par place pour la danse originale, 1 point par place pour la danse libre)

### Messieurs
| Rang    | Nom                | Nation               | Points | Fig. impo. | Prog. court | Prog. libre |
| ------- | ------------------ | -------------------- | ------ | ---------- | ----------- | ----------- |
| 1       | Vladimir Petrenko  | Union soviétique     | 2.0    | 1          | 1           | 1           |
| 2       | Rudy Galindo       | États-Unis           | 5.4    |            |             |             |
| 3       | Yuriy Tsymbalyuk   | Union soviétique     | 6.6    |            |             |             |
| 4       | Michael Shmerkin   | Union soviétique     | 9.8    |            |             |             |
| 5       | Todd Eldredge      | États-Unis           | 10.6   |            |             |             |
| 6       | Sean Abram         | Australie            | 14.6   |            |             |             |
| 7       | Jaroslav Suchý     | Tchécoslovaquie      |        |            |             |             |
| 8       | Jung Sung-il       | Corée du Sud         |        |            |             |             |
| 9       | Jochen Dachtler    | Allemagne de l'Ouest |        |            |             |             |
| 10      | Tomoaki Koyama     | Japon                |        |            |             |             |
| 11      | Axel Médéric       | France               |        |            |             |             |
| 12      | Brent Frank        | Canada               |        |            |             |             |
| 13      | Philippe Candeloro | France               |        |            |             |             |
| 14      | Daisuke Nishikawa  | Japon                |        |            |             |             |
| 15      | Cornel Gheorghe    | Roumanie             |        |            |             |             |
| 16      | Cory Watson        | Canada               |        |            |             |             |
| 17      | Horst Hehn         | Autriche             |        |            |             |             |
| 18      | Péter Kovács       | Hongrie              |        |            |             |             |
| 19      | Liu Wei            | Chine                |        |            |             |             |
| 20      | David Praprotnik   | Yougoslavie          |        |            |             |             |
| Forfait | Peter Fuchs        | Allemagne de l'Ouest |        |            |             |             |

### Dames
| Rang                                          | Nom                   | Nation               | Points | Fig. impo. | Prog. court | Prog. libre |
| --------------------------------------------- | --------------------- | -------------------- | ------ | ---------- | ----------- | ----------- |
| 1                                             | Natalia Gorbenko      | Union soviétique     | 3.4    |            |             |             |
| 2                                             | Susanne Becher        | Allemagne de l'Ouest | 6.4    |            |             |             |
| 3                                             | Linda Florkevich      | Canada               | 8.6    |            |             |             |
| 4                                             | Inga Gauter           | Allemagne de l'Est   | 14.0   |            |             |             |
| 5                                             | Mari Asanuma          | Japon                | 14.2   |            |             |             |
| 6                                             | Natalia Skrabnevskaya | Union soviétique     | 17.2   |            |             |             |
| 7                                             | Gina Fulton           | Royaume-Uni          |        |            |             |             |
| 8                                             | Holly Cook            | États-Unis           |        |            |             |             |
| 9                                             | Masako Kawai          | Union soviétique     |        |            |             |             |
| 10                                            | Ekaterina Denisenko   | Union soviétique     |        |            |             |             |
| 11                                            | Jana Sjodin           | États-Unis           |        |            |             |             |
| 12                                            | Cornelia Renner       | Allemagne de l'Ouest |        |            |             |             |
| 13                                            | Florence Albert       | France               |        |            |             |             |
| 14                                            | Dianne Takeuchi       | Canada               |        |            |             |             |
| 15                                            | Scarlett Fajfr        | Allemagne de l'Ouest |        |            |             |             |
| 16                                            | Željka Čižmešija      | Yougoslavie          |        |            |             |             |
| 17                                            | Kathrin Schroter      | Suisse               |        |            |             |             |
| 18                                            | Yvonne Pokorny        | Autriche             |        |            |             |             |
| 19                                            | Jana Petrušková       | Tchécoslovaquie      |        |            |             |             |
| 20                                            | Zhang Bo              | Chine                |        |            |             |             |
| Patineuses éliminées après le programme court |                       |                      |        |            |             |             |
| 21                                            | Paola Tosi            | Italie               |        |            |             | NC          |
| 22                                            | Ines Klubal           | Suède                |        |            |             | NC          |
| 23                                            | Tracy-Lee Brook       | Australie            |        |            |             | NC          |
| 24                                            | Anisette Torp-Lind    | Danemark             |        |            |             | NC          |
| 25                                            | Ji Hyun-jung          | Corée du Sud         |        |            |             | NC          |
| 26                                            | Carine Herrijgers     | Belgique             |        |            |             | NC          |
| 27                                            | Codruta Moiseanu      | Roumanie             |        |            |             | NC          |

### Couples
| Rang | Nom                                   | Nation             | Points | Prog. court | Prog. libre |
| ---- | ------------------------------------- | ------------------ | ------ | ----------- | ----------- |
| 1    | Elena Leonova / Guennadi Krasnitski   | Union soviétique   | 2.2    | 3           | 1           |
| 2    | Irina Mironenko / Dmitri Shkidchenko  | Union soviétique   | 2.4    | 1           | 2           |
| 3    | Ekaterina Murugova / Artem Torgashev  | Union soviétique   | 3.8    | 2           | 3           |
| 4    | Mandy Hannebauer / Marno Kreft        | Allemagne de l'Est |        |             |             |
| 5    | Kristi Yamaguchi / Rudy Galindo       | États-Unis         |        |             |             |
| 6    | Ginger Tse / Archie Tse               | États-Unis         |        |             |             |
| 7    | Isabelle Brasseur / Pascal Courchesne | Canada             |        |             |             |
| 8    | Laura Ivanich / James Ivanich         | Canada             |        |             |             |
| 9    | Penny Schultz / Scott Grover          | Canada             |        |             |             |
| 10   | Fleur Armstrong / Mark Edney          | Australie          |        |             |             |

### Danse sur glace
| Rang | Nom                                   | Nation           | Points | Danses imposées | Danse originale | Danse libre |
| ---- | ------------------------------------- | ---------------- | ------ | --------------- | --------------- | ----------- |
| 1    | Elena Krykanova / Ievgueni Platov     | Union soviétique | 2.0    | 1               | 1               | 1           |
| 2    | Svetlana Serkeli / Andrei Zharkov     | Union soviétique | 4.0    | 2               | 2               | 2           |
| 3    | Corinne Paliard / Didier Courtois     | France           | 6.0    | 3               | 3               | 3           |
| 4    | Melanie Cole / Martin Smith           | Canada           |        |                 |                 |             |
| 5    | Dominique Yvon / Frédéric Palluel     | France           |        |                 |                 |             |
| 6    | Michela Malingambi / Andrea Gilardi   | Italie           |        |                 |                 |             |
| 7    | Catherine Pal / Donald Godfrey        | Canada           |        |                 |                 |             |
| 8    | Anna Croci / Luca Mantovani           | Italie           |        |                 |                 |             |
| 9    | Andrea Juklová / Martin Šimeček       | Tchécoslovaquie  |        |                 |                 |             |
| 10   | Jennifer Benz / Jeffrey Benz          | États-Unis       |        |                 |                 |             |
| 11   | Amanda Worthington / Andrew Place     | Royaume-Uni      |        |                 |                 |             |
| 12   | Krisztina Kerekes / Csaba Szentpétery | États-Unis       |        |                 |                 |             |
| 13   | Jolanta Zagórska / Andrzej Sząszor    | Pologne          |        |                 |                 |             |
| 14   | Desiree Schlegel / Patrick Brecht     | Suisse           |        |                 |                 |             |
| 15   | Lyn Webb / Duncan Smart               | Australie        |        |                 |                 |             |